# Otto Seemüller
Otto Seemüller (* 18. Oktober 1911 in München; † 14. März 1987) war ein deutscher Jurist und Rechtsanwalt.

## Leben

### Berufslaufbahn und Politik
Seemüller studierte von 1930 bis 1933 Rechtswissenschaften und Volkswirtschaft an der Universität München und promovierte 1935 an der Universität Erlangen. Er war anschließend als Richter und Staatsanwalt beim Amtsgericht München und den beiden Landgerichten tätig. 1938 trat er als Syndikus in den Dienst der Münchner Stadtverwaltung. Von 1942 bis 1945 leistete er Kriegsdienst. Nach dem Zweiten Weltkrieg war er zunächst Leiter der Rechtsabteilung des Personalreferats der Stadt München, ab Juli 1947 Personalreferent, ab Juli 1948 Fiskalreferent und später Rechts- und Wirtschaftsreferent. Am 31. Dezember 1959 schied er aus dem Verwaltungsdienst aus.
1948 wurde er Mitglied der SPD, verließ aber schon 1949 die Partei wieder und war fortan parteilos. Im März 1956 trat er als Kandidat eines bürgerlichen Dreierbündnisses aus CSU, MB und BHE bei der Münchner Oberbürgermeisterwahl gegen Amtsinhaber Thomas Wimmer (SPD) an. Er unterlag ihm mit 38,1 % der Stimmen.

### Persönlichkeit und Privates
Seemüller war ein „a priori musischer Mensch“. Im Winter 1950 heiratete er die Schauspielerin Maria Wimmer (1911–1996).
Er hatte sie erstmals in der Spielzeit 1947/48 am Bayerischen Staatsschauspiel in der Titelrolle von Schillers Trauerspiel Maria Stuart auf der Bühne gesehen und sich sofort in sie verliebt.
Durch ihre gemeinsame Tätigkeit als Juroren in der Münchner Kunst- und Kulturszene der unmittelbaren Nachkriegszeit kamen sich Wimmer und Seemüller näher. Ihre Ehe blieb kinderlos. 
Der Schweizer Architekt und Hochschullehrer Rolf Gutbrod beschrieb Otto Seemüller in seiner Gedenkrede für Maria Wimmer im Jahre 1996 so: „In Dr. Otto Seemüller, ihr verwandt im künstlerischen Geist, gelehrt, gebildet, der sich viel Zeit für sie nahm, sie beschützte und ihr kongenialer Ratgeber war, fand sie den Ehemann, der ihr bestimmt war, wie sie ihm. Mit ihm konnte sie jede Einzelheit, auch ihrer Arbeit, besprechen.“ Ab 1954 fungierte Seemüller als Manager von Maria Wimmer, die sich ab diesem Zeitpunkt nicht mehr fest an ein Theater binden wollte und fortan lediglich Stückverträge für ihre Rollen aushandelte; Seemüller unterstützte sie dabei in rechtlicher und künstlerischer Hinsicht.
Nach dem Ende seiner beruflichen Laufbahn war er schriftstellerisch und als Übersetzer tätig. Er legte u. a. eine Neuübersetzung des Lustspiels Donna di Garbo von Carlo Goldoni unter dem Titel Die Kunst es jedem recht zu machen vor. Seemüllers Übersetzung wurde u. a. bei Aufführungen des Stücks im Jungen Theater Hamburg, am Volkstheater Wien und am Stadttheater Saarbrücken verwendet.
Seemüller betätigte sich, gemeinsam mit Maria Wimmer, außerdem als Kunstsammler und Kunstmäzen. Das Ehepaar besaß u. a. Gemälde von Emil Nolde, Christian Rohlfs und Max Pechstein. Nach Seemüllers Tod fiel die gemeinsame Sammlung zunächst an Maria Wimmer. Nach ihrem Tod 1996 wurde die Bildersammlung, gemäß ihrer Verfügung im Testament, versteigert. Der Erlös ging an die Maria Wimmer Stiftung in München, die in Not geratene Künstler finanziell unterstützt.
Seine Grabstätte befindet sich auf dem Bogenhausener Friedhof in München (Grab Nr. 1-7-1).

## Schriften
- Die Entscheidung über die strafprozessuale Wiederaufnahme – Erlangen, Jur. Diss. – Münchberg, 1935